# مجموعة أصدقاء اليمن
مجموعة أصدقاء اليمن هي مجموعة تضم الكتل الرئيسية للمانحين، وفي مقدمتهم الدول الأعضاء بمجلس التعاون الخليجي و الولايات المتحدة الأمريكية و الاتحاد الأوربي ودول اليابان و كندا و تركيا ، إلى جانب ممثلين عن منظمات رئيسية دولية وإقليمية عدة، و البنك الدولي و صندوق النقد الدولي .

## اجتماع أبو ظبي
في 29 مارس 2010 عقد في العاصمة الإماراتية أبوظبي اجتماعات مجموعة أصدقاء اليمن، بمشاركة ممثلين من 20 دولة، بالإضافة إلى اليمن التي تشارك بوفد برئاسة نائب وزير التخطيط والتعاون الدولي . يشار إلى أن الدول العشرين التي شاركت في الاجتماع هي ( ألمانيا، الولايات المتحدة، المملكة المتحدة، اليابان،السعودية، البحرين، سلطنة عمان، قطر، الكويت،الأردن، مصر، إسبانيا، هولندا، تركيا، روسيا، فرنسا، وإيطاليا) بالإضافة إلى اليمن، وممثلين عن الأمانة العامة لمجلس دول التعاون الخليجي، والاتحاد الأوروبي والأمم المتحدة، وصندوق أبوظبي للتنمية ومؤسسة خليفة بن زايد للأعمال الخيرية.

## اجتماع صنعاء
في 28 أبريل 2010 عقد فريق العمل الثاني لمجموعة أصدقاء اليمن الخاص بالعدالة وسيادة القانون اجتماع في صنعاء جرى خلاله مناقشة مصفوفة الأولويات الحكومية للإصلاحات في مجال العدالة وسيادة القانون، ورأس الجانب اليمني في الاجتماع وكيل وزارة الخارجية للشؤون العربية والأفريقية والآسيوية سعادة السفير علي محمد العياشي، في حين رأس الجانبين الأردني والهولندي الذي يمثل رئاسة الفريق، القائم باعمال السفارة الأردنية في صنعاء عبد الكريم الزغب، ومبعوث وزارة الخارجية والتعاون الدولي الهولندية اروين فان. وضم الاجتماع مدير عام التعاون الدولي بوزارة التخطيط والتعاون الدولي نبيل شيبان ومستشار الوزير لشؤون لإصلاحات القضائية والحكم الرشيد منسق مشاريع دعم مجموعة أصدقاء اليمن بوزارة العدل القاضي رشيد عبد الوارث المنيفي.

## اجتماع لاهاي
في 12 ما يو 2012 عقد فريق العدالة وسيادة القانون المنبثق عن مجموعة أصدقاء اليمن اجتماعا مشتركاً في لاهاي - هولندا برئاسة الرئاسة المشتركة للفريق والمكونة من هولندا والأردن ناقش فيه الاجتماع ثلاث أوراق عمل قدمها كل من الدكتور/ جلال الرويشان والقاضي/ رشيد عبد الوارث المنيفي والأخ/ نبيل شيبان شملت مجالات الأمن والقضاء ومكافحة الفساد من حيث الإنجازات التي تحققت خلال الفترة الماضية والصعوبات التي تواجه قطاعات الأمن والقضاء ومكافحة الفساد وكذا الاحتياجات القائمة والمشاريع التطويرية المستقبلية في هذه القطاعات.
وقد اقر الاجتماع أن تقوم الدول المحتلفة المشاركة في الاجتماع والدول المانحة ضمن المجموعة بتبني مجموعة من التوصيات تمثل مجالات معينة بغرض تقديم الدعم اللازم لها، وهو أسلوب جديد عكس ما كان معمول به من قبل.
شاكر عن جانب اليمن الدكتور/ محمد الحاوري وكيل وزارة التخطيط والتعاون الدولي والدكتور/ جلال الرويشان وكيل جهاز الأمن القومي والقاضي/ رشيد عبد الوارث المنيفي مستشار وزير العدل لشؤون إصلاح القضاء منسق مشاريع دعم مجموعة أدقاء اليمن بوزارة العدل والأخ/ بنيل شيبان مدير عام التعاون الثنائي مع دول أوروبا وأمريكا رئيس وحدة تنسيق المساعدات الخارجية بوزارة التخطيط (آها).

## اجتماع نيويورك
في 24 سبتمبر 2010 عقد في مدينة نيويورك الأمريكية الاجتماع الوزاري لمجموعة أصدقاء اليمن برئاسة مشتركة من قبل وزير الخارجية الدكتور أبو بكر عبد الله القربي ووكيل وزارة الخارجية السعودي الأمير تركي بن محمد آل سعود ووزير الخارجية البريطاني السيد ولييم هييج . وشارك في المؤتمر وزراء خارجية وممثلين عن 27 دولة من الدول الأعضاء في مجموعة أصدقاء اليمن وعن الاتحاد الأوروبي والبنك الدولي والمنظمات الدولية المانحة. وأكد المشاركون دعم حكومات بلادهم ومؤسساتهم الدولية لجهود اليمن الرامية للدفع بعملية الإصلاحات الاقتصادية والسياسية والتخفيف من الفقر ومساندة جهودها في مكافحة التطرف والإرهاب. وجددوا مواقف دولهم الداعمة لليمن ومساندة جهوده للحفاظ على وحدته وسيادته وتحقيق أمنة واستقراره. وشددوا على أهمية الشراكة الدولية والإقليمية لدعم جهود اليمن بهدف مجابهة التحديات الراهنة وفي مقدمتها معالجة التحديات الاقتصادية والتنموية .
واتفق الاجتماع على النقاط التالية:
1. يعتبر أصدقاء اليمن أن الحوار الوطني شأن يمني يحظى بدعمهم وتشجيعهم. وهو يشكل الأساس الأفضل لبناء الأمن والاستقرار المستدامين.
2. وضع خطة تنموية يمنية (للأعوام 2011-2015) مركزة ومحددة الأولويات، ومنسجمة مع أجندة الإصلاح الوطني وخطط الحكومة الشاملة وطويلة الأجل للموازنة، بما يشكل آلية أساسية لتوجيه مساهمات الجهات المانحة وتمكين الإنجاز الفعال للدعم المالي المقدم لليمن خلال السنوات الخمس القادمة. وأيد المشاركون بقوة التزام الحكومة اليمنية بجعل خلق فرص العمل محور الاهتمام المقبل للخطة الخمسية للتنمية.
3. التزام أصدقاء اليمن بتقديم الدعم الإضافي للحماية الاجتماعية لتجنب الآثار السلبية على الفقراء جراء الإصلاحات الاقتصادية الضرورية، ولمواصلة استكشاف آليات جديدة لتقديم الدعم على المدى الطويل بغية دعم خطة اليمن للتنمية بما فيها فكرة إنشاء صندوق لدعم التنمية في اليمن.
4. أعرب أصدقاء اليمن عن دعمهم لتأسيس مكتب للأمانة العامة لمجلس التعاون الخليجي في صنعاء والذي سيساعد كافة المانحين في تخطيط وتنسيق وإيصال المساعدات لليمن على نحو أكثر فعالية، كما أعربوا عن تشجيعهم لمشاركة صناديق دول مجلس التعاون الخليجي فيه،
5. اتفق أصدقاء اليمن على ضرورة زيادة دعمهم لقطاع التدريب المهني والفني ودعمهم لبرنامج بناء المهارات للوصول إلى قطاعي البناء والخدمات في أسواق العمل المحلية والخارجية.
6. مواصلة اللامركزية في التخطيط وإيصال الخدمات باعتبارها أساسية لحكومة لمصلحة الجميع. كما وافقت الحكومة اليمنية على إعداد برنامج لوضع خطة عمل بالأولويات تنطلق من إستراتيجيتها للامركزية للعام 2008، مع بدء التنفيذ بدعم من أصدقاء اليمن.
7. دعم التزام الحكومة اليمنية لتنفيذ إستراتيجية قطاع المياه، والتشريعات القائمة في قطاع المياه، مع تعزيز كل الجهود باتجاه الإدارة المتكاملة للموارد المائية.
8. أن الجهود التي تبذلها الحكومة القطرية في الإشراف على تحقيق سلام دائم في صعدة هي محط ترحيب، بناء على إعلان وقف إطلاق النار، واتفاق الدوحة في عام،2008 واتفاقات اللجان الوطنية للإشراف على تنفيذ شروط وقف إطلاق النار. كما أن ضمان ممرات آمنة للإغاثة الإنسانية للمتضررين من الحرب يعتبر أمرا هاماً. كما يدعم أصدقاء اليمن إعادة تأهيل واعمار صعدة على المدى الطويل.
9. أيد أصدقاء اليمن جهود السلطات اليمنية لمكافحة الفساد وحثوها على سرعة التحقيق والمحاكمة في قضايا الفساد. حيث أن الفساد يقوض التنمية والاستثمار ويسهم في إحداث حالة من عدم الاستقرار الاجتماعي والسياسي. ورحب الوزراء بالتأكيدات اليمنية بأنه سيتم تقديم التقرير الأول لمبادرة الشفافية في الصناعات الاستخراجية والذي يتناول الفساد في القطاع النفطي، والمصادقة عليه في موعد أقصاه فبراير 2011.
10. لأهمية التوسع في النظام القضائي لإيصاله لجميع المواطنين اليمنيين، اتفق أصدقاء اليمن على دعم التزام الحكومة اليمنية بإقامة محاكم جديدة في المناطق الريفية ذات الأولوية.
11. رحب أصدقاء اليمن بالتزام الحكومة اليمنية لمواصلة تنفيذ توصيات المراجعة الدورية العالمية الصادرة عن مجلس حقوق الإنسان في مايو 2009.
12. اعتبار إستراتيجية اليمن الحكومية الشاملة لمكافحة التطرف والتي تم الإعلان عنها في الاجتماع، الأساس القوي لمعالجة الأسباب الكامنة والجذرية للإرهاب والتطرف سواء تلك المتعلقة بالجوانب الاقتصادية والاجتماعية والسياسية، كما أنها تشكل قاعدة قوية للدعم المقدم من الشركاء ولجهود الحكومة اليمنية لمكافحة الإرهاب والتطرف.
13. العمل على إعداد خطة التنمية العشرية الجديدة لقوات خفر السواحل اليمنية، ولمركز المعلومات الملاحي في صنعاء واللذين يشكلان نماذج ممتازة للتعاون الوثيق بين السلطات اليمنية والجهات المانحة المتعددة، وتعهد أصدقاء اليمن على مواصلة دعمهم لتعزيز قدرات قوات الأمن اليمنية لحماية الحدود.

## اجتماع الرياض
انعقد الاجتماع الوزاري لمجموعة أصدقاء اليمن في العاصمة السعودية، الرياض، يوم الأربعاء 23 مايو 2012 لإظهار دعمهم الواضح للتقدم المحرز في تنفيذ مبادرة مجلس التعاون الخليجي وآليتها التنفيذية، والبحث في آخر التطورات في المجالات السياسية والاقتصادية والإنسانية والأمنية، وتجديد التزام اليمن وأصدقائها للسير قدماً في هذا الطريق دعماً للعملية الانتقالية ومساعدة اليمن لتخطي تداعيات الأزمة.
ورحب البيان الختامي بالتزام الحكومة اليمنية بالعملية السياسية المبنية على مبادرة مجلس التعاون لدول الخليج العربية وآليتها التنفيذية، وكذلك التقيد بجميع عناصر قرار مجلس الأمن الدولي رقم 2014م. كما رحب المجتمعون بالتقدم الذي تم في العملية السياسية منذ التوقيع على المبادرة الخليجية.
وقد تم الاتفاق على وجوب دعم أصدقاء اليمن للعملية الانتقالية السياسية حتى نهاية المرحلة الثانية من مبادرة مجلس التعاون الخليجي وانتخابات عام 2014م، بعد ذلك يتم تقييم الدور المستقبلي لأصدقاء اليمن.
والأصدقاء على يقين من أن اليمن يواجه تحديات متعددة ينبغي تناولها جميعاً في وقت واحد بكل عزم وتصميم.
وقد وافقوا على تبني خطوات ملموسة في المجالات السياسية والاقتصادية والأمنية بحلول الاجتماع الوزاري المقبل على هامش انعقاد الجمعية العامة للأمم المتحدة في شهر سبتمبر 2012م.
أ- المسار السياسي
الحوار الوطني
- سينشئ اليمن لجنة الاعداد للحوار الوطني مع نهاية شهر يونيو ثم يستكمل مؤتمر الحوار الوطني بحلول شهر مارس 2013م.
- على أصدقاء اليمن دعم العملية السياسية التي يقوم بها اليمن وتزويده بالخبرات الفنية والدعم اللوجستي والمالي كما هو مطلوب، وسيقوم الأصدقاء بتشجيع كافة الأطراف اليمنية كي يشاركوا بشكل كامل وبنشاط في مؤتمر الحوار الوطني.
العدالة الانتقالية والمصالحة الوطنية
- سيقوم اليمن باستكمال عملية العدالة الانتقالية وقانون المصالحة الوطنية بالشكل النهائي.
دعم جهود اليمن لمكافحة الإرهاب ووحدات حرس السواحل لمواجهة تحديات تنظيم «القاعدة» والقرصنة
- سيقدم أصدقاء اليمن الدعم الفني واللوجستي والمالي لكي تتمكن الحكومة اليمنية من تنفيذ خطوات المصالحة وتعويض المتضررين من الشعب وكذلك إعادة الإعمار في المناطق المتضررة أيضاً.
ب - المسار الاقتصادي
- سيقوم اليمن باستكمال وتنفيذ برنامج انتقالي مدته سنتان من أجل الترسيخ والتنمية ووضع أولويات واضحة للسنتين المقبلتين ووضع اطار لتنسيق الدعم الدولي كما سينفذ الإطار الائتماني السريع الخاص بصندوق النقد الدولي وكذلك العمل مع صندوق النقد الدولي على وضع اطار تسهيلات ائتمانية طويل المدى.
- سيدعم الأصدقاء وكذلك المانحون الدوليون مشاريع التنمية التي تشملها الخطة الانتقالية الموضوعة على مدى سنتين بناء على أولويات متفق عليها وتقديم الدعم لتطوير القدرات وجهود التنسيق الحكومي ومراجعة وتطوير أشكال الدعم الملائمة لإعادة الإعمار والنمو في اليمن بما في ذلك إنشاء صندوق ائتماني لمختلف المانحين.
- سيقوم الأصدقاء بالاتفاق على موعد انعقاد المجموعة الاستشارية المانحة وكذلك على البرمجة والدعم المالي لليمن، كما سيقوم أصدقاء اليمن باستكمال الدعم الخاص بالأزمة الإنسانية التي تؤثر على ملايين اليمنيين.
- ويؤكد الأصدقاء على أهمية الجهود المبذولة حالياً لدعم حكومة اليمن في معالجتها مسائل القوى العاملة والبطالة في اليمن، وهذا يجب أن يأخذ صيغة خلق فرص العمل وتدريب العمالة اليمنية وتشجيع الاستثمارات الأجنبية المباشرة لخلق فرص العمل الجديدة داخل اليمن.
ج - المسار الأمني
إعادة التنظيم العسكري والأمني
- سيستكمل اليمن الخطوات اللازمة لاستعادة الأمن والاستقرار وإزالة عوامل التوتر وإعادة بناء القوات المسلحة وقوات الأمن وفق الخطة التي سيتم الانتهاء منها في شهر ديسمبر 2012م.
- الاصدقاء ملتزمون بتقديم الدعم الفني واللوجستي والمالي لتنفيذ الخطة كما هو مطلوب.
مكافحة الإرهاب والأخطار المحدقة بالنظام العام.
- سيعد اليمن خطة شاملة لمكافحة القاعدة في شبه جزيرة العرب واستعادة السيطرة على جميع المناطق التي تحتلها عناصر القاعدة في البلاد. وستقوم قوى الأمن بضمان حماية الطرق السريعة لمنع أية هجمات أخرى على البنى التحتية الحساسة بما في ذلك أنابيب النفط والغاز.
- سيقدم الأصدقاء الدعم لمكافحة الإرهاب وكذلك وحدات حرس السواحل كي تستطيع مواجهة تحديات تنظيم القاعدة والقرصنة.
إصلاح الشرطة والقضاء
- سيبدأ اليمن في تنفيذ الإصلاحات الخاصة بالشرطة والقضاء.
- سيقدم الأصدقاء الدعم الفني واللوجستي والمالي لعملية الإصلاح في اليمن.
السبيل إلى الأمام
- ستقوم حكومة اليمن بإنشاء سكرتارية لأصدقاء اليمن في وزارة الخارجية.
- أصدقاء اليمن يشكرون المملكة العربية السعودية لاستضافتها المؤتمر القادم للمانحين في الفترة ما بين 27 - 30 يونيو 2012م.
- كما أعرب أصدقاء اليمن عن شكرهم للمملكة العربية السعودية على استضافتها للاجتماع الوزاري ووافقوا على عقد الاجتماع التالي في 27-28 سبتمبر على هامش الدورة السابعة والستين للجمعية العامة للأمم المتحدة.